# طابع بريدي معدل
في علم الطوابع الطابع البريدي المُعدّل هو أي طابع بدون صمغ أو بدون صمغ كامل والذي وضع صمغ جديد على ظهره لزيادة قيمته.

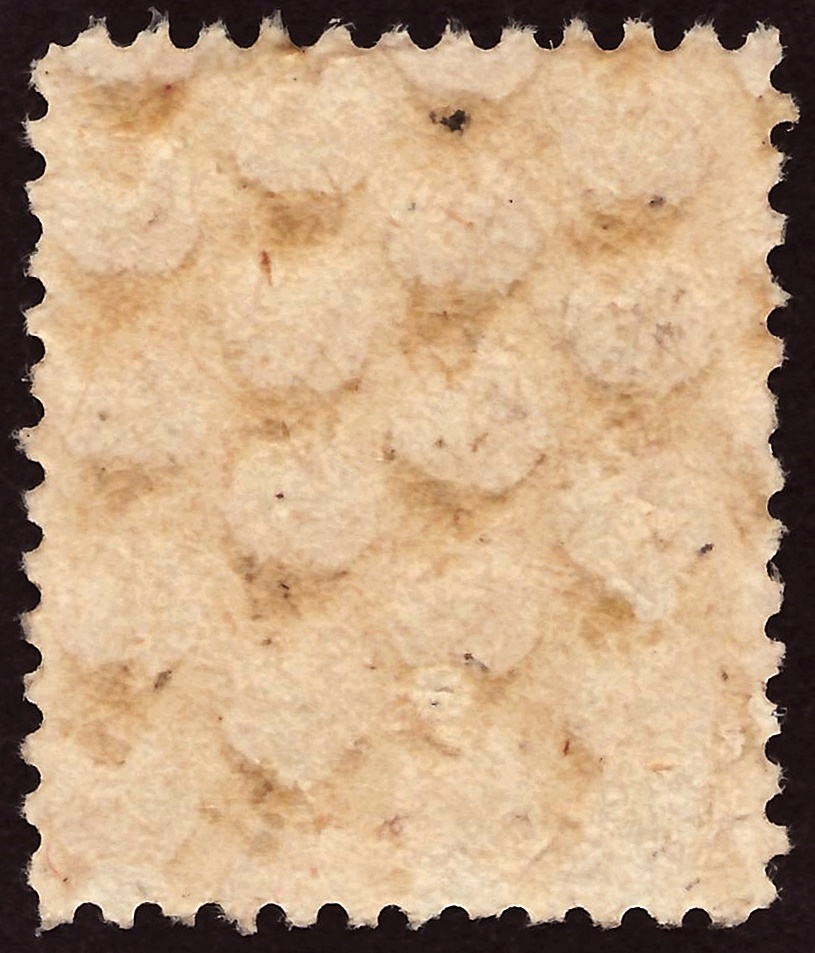
صمغ على ظهر طابع بريدي يحمل عنوان "منطقة الاحتلال السوفيتي لألمانيا - تورينجيا"

الطوابع غير المستخدمة التي تحتوي على صمغ أصلي كامل (أغ) على ظهرها تستحق أكثر من الطوابع التي لا تحتوي على صمغ أو تحتوي على صمغ كامل على سبيل المثال تلك التي ثبتت باستخدام مفصل الطوابع.
حتى سبعينيات القرن العشرين كان من الشائع تركيب الطوابع باستخدام مفصلات ولم يكن هناك فرق كبير في القيمة بين الطوابع غير المثبتة والطوابع المزودة بمفصلات سابقًا. منذ ذلك الحين نشأ فرق كبير في الأسعار بين النوعين من الطوابع وبدأ هواة جمع الطوابع والتجار عديمي الضمير يميلون إلى تقليد الطوابع التي ركبوها مسبقًا لجعلها تبدو وكأنها تحتوي على صمغ أصلي بالكامل.
قد تجرى عملية تعديل الطابع فقط لإزالة آثار التركيب أو لإخفاء العيوب أو الإصلاحات الأكثر خطورة وفي هذه الحالة قد يعطا الطابع بأكمله صمغًا جديدًا. إن إزالة العيوب التي أصلحت ليست جديدة ولكن إزالة آثار التركيب هي تطور حديث نسبيًا.

## الكشف عن الطوابع الملوثة
يمكن اكتشاف مثل هذه التغييرات بسهولة بالعين المجردة بسبب الاختلافات في اللون أو الملمس بين الصمغ القديم والجديد. بالإضافة إلى ذلك قد يكشف عن الطابع الذي يكون فيه كل أو جزء كبير من الصمغ جديدًا في بعض الأحيان عن طريق وضعه في راحة اليد حيث تتسبب الحرارة في تجعيد الطابع في اتجاه مختلف عن نفس الطابع مع الصمغ الأصلي.
اختبار آخر هو استخدام عدسة مكبرة لمعرفة ما إذا كان الصمغ قد تجمع على حواف ثقب الطابع. لن يحدث هذا مع طابع الصمغ الأصلي حيث أن الطريقة الطبيعية لإنتاج الطوابع هي ثقب ورقة كاملة من الطوابع بعد لصق الورقة أولاً ثم طباعتها. وهذا يعني أن الصمغ يوزع بالتساوي على ظهر جميع الطوابع الموجودة على الورقة قبل ثقبها. إن عملية التثقيب لا تقطع الورق بشكل مثالي. تتطور التمزقات الدقيقة على طول المناطق المستديرة من حواف الثقب بسبب هذه العملية. بالإضافة إلى ذلك عندما تمزق الطوابع لفصلها عن الأوراق تتطور تمزيقات دقيقة على طول أطراف التثقيب. تؤدي هذه التمزقات الدقيقة الناتجة عن التثقيب والتمزيق إلى ظهور شعيرات صغيرة تنزل من حافة الطابع. فحص هذه الشعرات سيساعد في الكشف عن طابع ملتصق. تذكر أنه في هذا الاختبار من المهم عدم النظر إلى الصمغ بل إلى حواف الثقب. ستكون الحواف مشعرة إلى حد ما على الطابع الملصق الأصلي ولكن على الطابع الملصق مرة أخرى ستلصق الشعيرات معًا بدرجات متفاوتة. وقد يتجمع هذا الصمغ أيضًا بشكل غير متساوٍ عند حواف التثقيب. في أعمال التعديل التي يقوم بها الخبراء قد يقوم الشخص الذي يقوم بالتعديل ببرد الثقوب لاستعادة المظهر الأصلي لحافة الطوابع لكنه في الغالب يترك عيبًا أو اثنين لا يمكن اكتشافهما إلا بواسطة خبير.
إذا لم تكن أي من الاختبارات العادية حاسمة فسيحصل هواة الجمع في كثير من الأحيان على رأي حول حالة الطابع من خبير والذي سوف يقوم بفحص الطابع وربما حتى تحليله كيميائيًا. يُعرف هذا باسم الحصول على خبرة الطوابع.

## روابط خارجية
- "العلكة: أصلية أم لا؟" بقلم بيتر أ. روبرتسون، مؤسسة الطوابع.
- "Regummed" بقلم بيتر توراكا.